# ET 91
ET 91 — тип электроподвижного состава производившегося для Deutsche Reichsbahn в Германии. Также известные как Gläserner Zug (Стеклянный поезд), они были оборудованы большими панорамными окнами для обеспечения пассажирам хорошего обзора. Использовались ET 91 исключительно для развлекательных поездок, в частности на юге Германии и в Австрии.